# (387668) 2002 SZ
(387668) 2002 SZ est un astéroïde Apollon et aréocroiseur découvert le 26 septembre 2002 par le projet NEAT.
Sa distance minimale d'intersection de l'orbite terrestre est de 0,002735 ua soit 409 150 km. Il est classé comme potentiellement dangereux.

## Orbite
(387668) 2002 SZ a un périhélie de 0,735 UA et un aphélie de 1,859 UA. Il met 540 jours pour faire le tour du Soleil.

## Passage près de la Terre
(387668) 2002 SZ passera à 14 496 000 km de la Terre le 10 septembre 2067.